# Cannon-Klasse
Die Geleitzerstörer der Cannon-Klasse wurden während des Zweiten Weltkriegs im Auftrag der US Navy gebaut. Ihre Hauptaufgabe war die Abwehr und die Versenkung von U-Booten. Das Typschiff dieser Klasse war die Cannon.

## Rumpfnummern
Es wurden insgesamt 72 Schiffe der Cannon-Klasse gebaut. Die Schiffe wurden in Serie gebaut, wobei diese in vier Blöcken an die US Navy geliefert wurden. Nachfolgende Tabelle verdeutlicht dieses Vorgehen.
| Von    | Bis    |
| ------ | ------ |
| DE-99  | DE-113 |
| DE-162 | DE-197 |
| DE-739 | DE-750 |
| DE-763 | DE-771 |

## Schiffsverkäufe an andere Nationen

### Sechs frei-französische Schiffe
Frei-französische Schiffe:
- Corbesier weitergeführt als Sénégalais
- Cronin weitergeführt als Algerien
- Corsley weitergeführt als Tunesien
- Marocain weitergeführt als Marocain
- Hova weitergeführt als Hova
- Somali weitergeführt als Somali, ab 1968 als Arago

### An Brasilien verkauft
- Alger weitergeführt als Babitonga
- Cannon weitergeführt als Baependi
- Christopher weitergeführt als Benevente
- Herzog weitergeführt als Beberibe
- Marts weitergeführt als Bocaina
- McAnn weitergeführt als Bracui
- Pennewill weitergeführt als as Bertioga
- Reybold weitergeführt als Bauru

### An die Philippinen verkauft
- Amick weitergeführt als Datu Siratuna; abgewrackt im Jahr 1989
- Atherton weitergeführt als Rajah Humabon; noch aktiv
- Booth weitergeführt als Datu Kalantiaw; während eines Taifuns im Jahr 1981 gesunken

## Andere Anmerkungen

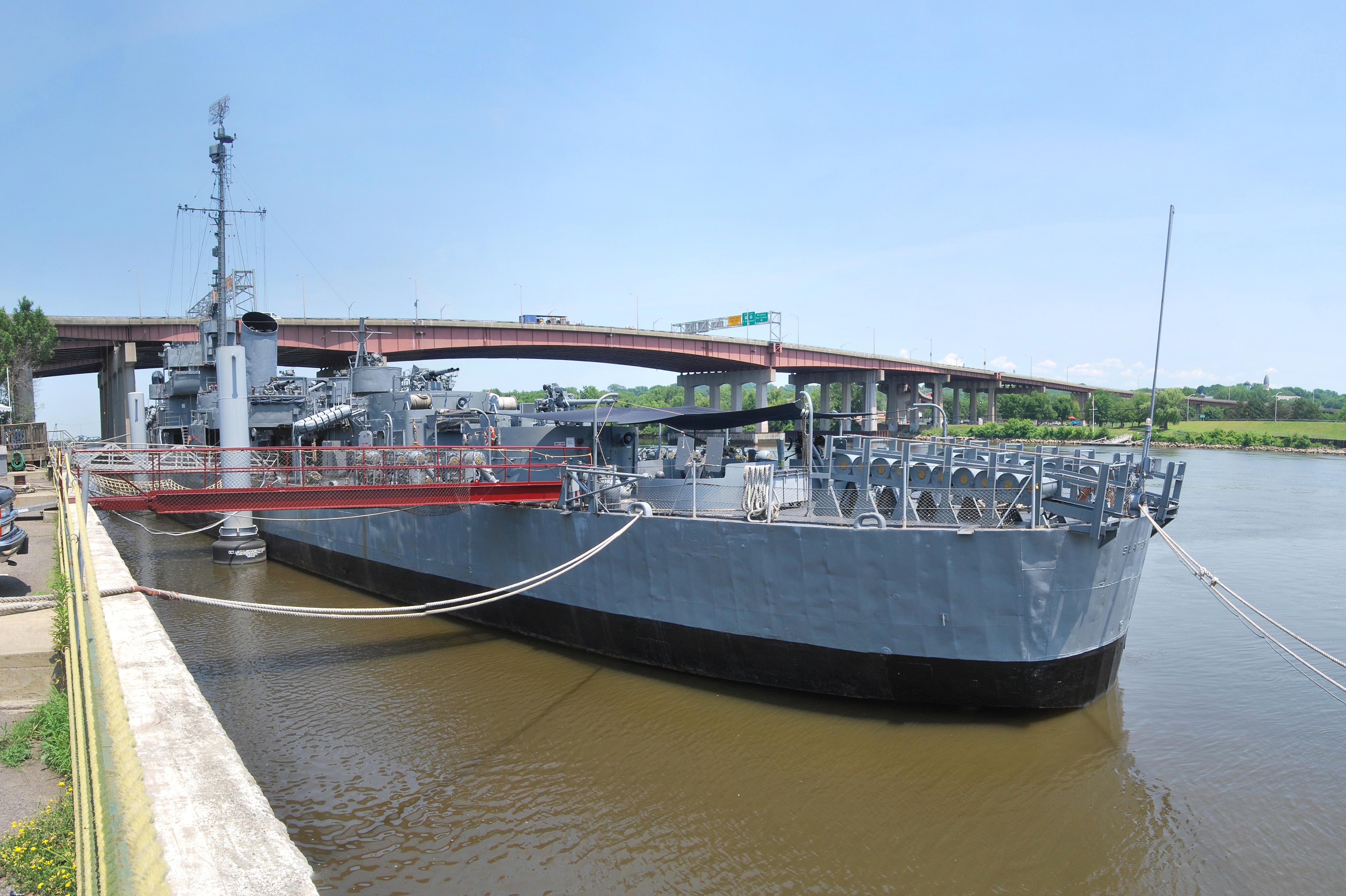
USS Slater, Museumsschiff in Albany (2011)

- Slater – der einzige Geleitzerstörer, der in den Vereinigten Staaten verblieb; er liegt als Museumsschiff in Albany, New York, und ist als National Historic Landmark eingestuft.